# Adam Tomasiak
Adam Tomasiak, född den 15 februari 1953 i Biesal i Polen, är en polsk roddare.
Han tog OS-brons i fyra med styrman i samband med de olympiska roddtävlingarna 1980 i Moskva.